# Vùng đô thị (Việt Nam)

## Khái niệm Vùng đô thị Việt Nam

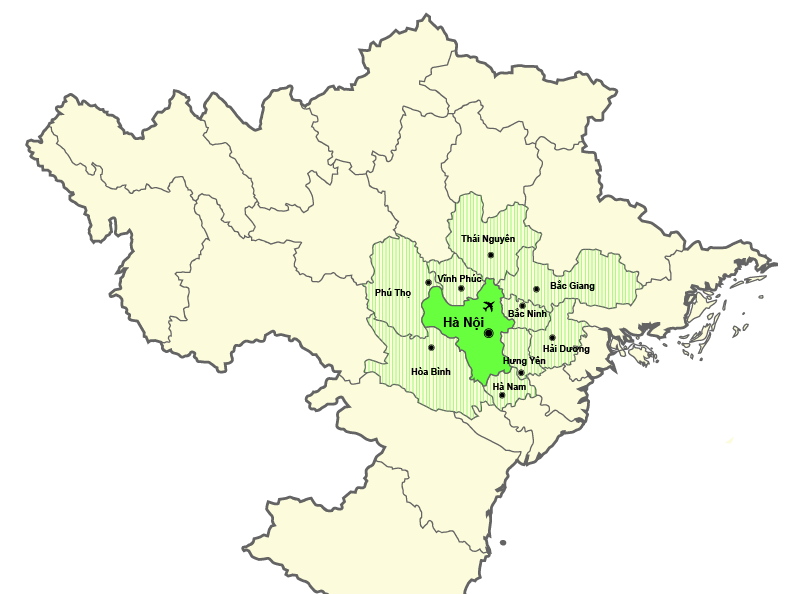
Bản đồ các tỉnh thành Vùng thủ đô Hà Nội

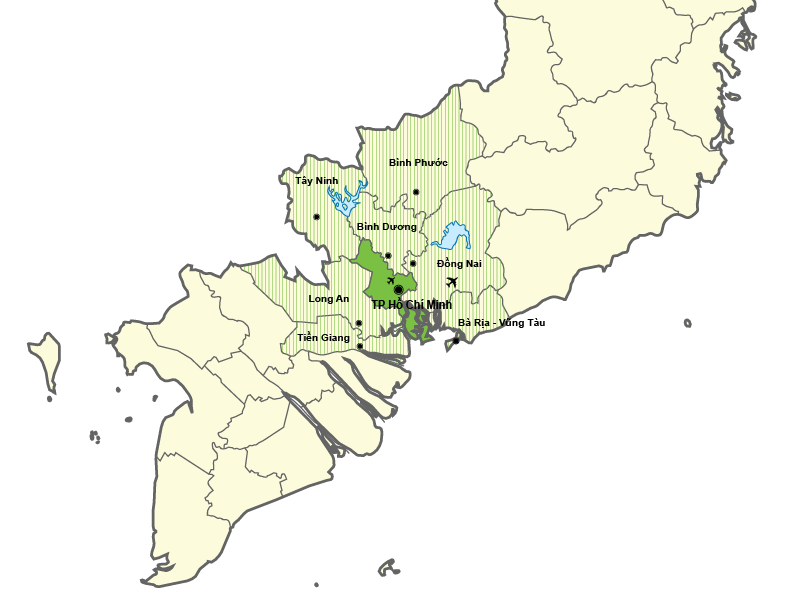
Bản đồ các tỉnh thành Vùng Thành phố Hồ Chí Minh

Khái niệm vùng đô thị ở Việt Nam thường bị nhầm lẫn với 8 vùng địa lý, gồm: Đông Bắc Bộ, Tây Bắc Bộ, Đồng bằng sông Hồng, Bắc Trung Bộ, Duyên hải Nam Trung Bộ, Tây Nguyên, Đông Nam Bộ và Đồng bằng sông Cửu Long hay 4 Vùng kinh tế trọng điểm . Vùng đô thị Việt Nam được lập ra để khuyến khích và thúc đẩy sự tăng trưởng của các trung tâm đô thị khu vực, vùng đô thị nhằm tạo thuận lợi cho quá trình hội nhập, bắt kịp xu thế cơ cấu đô thị đa trọng tâm và kết mạng của các nước phát triển trên thế giới và khu vực.
Hiện nay, các vùng đô thị Việt Nam được xác định bởi quy hoạch xây dựng vùng lãnh thổ do Bộ Xây dựng lập trình chính phủ phê duyệt. Có 2 vùng đô thị lớn là Vùng thủ đô Hà Nội, được quy hoạch vào loại Vùng đô thị cực lớn (Mega Urban Region - MUR) và Vùng Thành phố Hồ Chí Minh:
1. Vùng thủ đô Hà Nội: gồm thành phố Hà Nội là hạt nhân và 9 tỉnh là Thái Nguyên, Phú Thọ, Bắc Giang, Vĩnh Phúc, Hưng Yên, Bắc Ninh, Hải Dương, Hà Nam và Hòa Bình.
2. Vùng Thành phố Hồ Chí Minh: gồm Thành phố Hồ Chí Minh là hạt nhân và 7 tỉnh là Bình Dương, Bình Phước, Tây Ninh, Long An, Đồng Nai, Bà Rịa – Vũng Tàu và Tiền Giang.

Ở trên, nhiều tỉnh thuộc cả hai vùng đô thị và vùng địa lý mà vẫn không bị chồng chéo quy hoạch như:
- Hòa Bình, Bắc Giang, Thái Nguyên, Phú Thọ về địa lý tự nhiên thuộc vùng trung du và miền núi phía Bắc về quy hoạch đô thị thuộc vùng Hà Nội